# Николлз, Морган
Морган Данель Николлз (англ. Morgan Daniel Nicholls) — британский музыкант.

## Биография
В начале девяностых играл в группе Senseless Things (Бессмысленные вещи); создал полусольный проект Morgan and The Streets (Морган и улицы). В данный момент играет на клавишных на живых выступлениях группы Muse во время композиций, содержащих одновременные партии гитары и клавишных (в прочих случаях на обоих инструментах играет вокалист Мэттью Беллами).  Никколз также сотрудничал с Gorillaz, играя в турах и, по слухам, является прототипом одного из участников Gorillaz — Мёрдока.
В 2002 Морган спродюсировал альбом группы Queenadreena — Drink Me.
В августе 2004 он ненадолго присоединялся к Muse в туре, играя на басу вместо сломавшего руку Криса Уолстенхолма. Первое появление Моргана в группе пришлось на V Festival в Соединённом Королевстве.
В 2006 году, после релиза четвёртого альбома Muse — Black Holes and Revelations с большим количеством инструментов, задействованных в его треках, что требовало дополнительного музыканта, Моргану поступило предложение играть на живых выступлениях с группой. Он стал полноправным участником коллектива, играя на концертах (семплы, бэк-вокал, разнообразные клавишные партии). Дебютировал же он как участник Muse на выступлении на Radio 1, проводившем мини-фестиваль One Big Weekend в Данди, Шотландия.
Впрочем, Морган официально не являлся участником группы Muse, не участвовал в пресс-конференциях, не присутствовал на промофотографиях группы.
С сентября 2009 его место в Muse на недолгое время занимает Алессандро Кортини, но затем Никколз опять возвращается в коллектив сессионным музыкантом.